# Formule 3000 v roce 1991
Formule 3000 v roce 1991 byla sedmým ročníkem disciplíny Formule 3000. Uskutečnilo se 10 Velkých cen této formule a mistrem světa se stal brazilský jezdec Christian Fittipaldi s vozem Reynard 91D.

## Pravidla
Boduje prvních 6 jezdců podle klíče:
- První – 9 bodů
- Druhý – 6 bodů
- Třetí – 4 body
- Čtvrtý – 3 body
- Pátý – 2 body
- Šestý – 1 bod

## Velké ceny
| Datum        | Závod                         | Vítěz                | Vůz         | Výsledky |
| ------------ | ----------------------------- | -------------------- | ----------- | -------- |
| 14. duben    | Gran Premio di Roma           | Alessandro Zanardi   | Reynard 91D | Výsledky |
| 20. květen   | Grand Prix Pau                | Jean Marc Gounon     | Ralt RT23   | Výsledky |
| 9. červen    | Jerez                         | Christian Fittipaldi | Reynard 91D | Výsledky |
| 23. červen   | Mugello                       | Alessandro Zanardi   | Reynard 91D | Výsledky |
| 7. červenec  | Gran Premio dell Mediterraneo | Emanuele Naspetti    | Reynard 91D | Výsledky |
| 27. červenec | Hockenheim                    | Emanuele Naspetti    | Reynard 91D | Výsledky |
| 18. srpen    | Brands Hatch                  | Emanuele Naspetti    | Reynard 91D | Výsledky |
| 24. srpen    | Spa                           | Emanuele Naspetti    | Reynard 91D | Výsledky |
| 22. září     | Le Mans                       | Antonio Tamburini    | Reynard 91D | Výsledky |
| 6. říjen     | Nogaro                        | Christian Fittipaldi | Reynard 91D | Výsledky |